# Melvyn Douglas
Melvyn Douglas (Melvyn Edouard Hesselberg: Macon, Georgia, 5 de abril de 1901 - Nueva York, 4 de agosto de 1981) fue un actor estadounidense ganador de los premios Óscar, Tony y Emmy.

## Biografía

### Primeros años
Melvyn era hijo de Lena Priscilla Shackelford y Edouard Gregory Hesselberg, pianista judío lituano. A pesar de que su padre intentó que pudiera estudiar música en diferentes universidades de los Estados Unidos y el Canadá, Melvyn nunca llegó a graduarse. Poco después, Melvyn lucharía en la Primera Guerra Mundial. Tras licenciarse, se inició en el arte interpretativo, y representó multitud de obras teatrales con diversas compañías como la Owens Repertory Company.

### Carrera
A finales de los años 20, consiguió debutar en Broadway en ciudades como Sioux City (Iowa), Evansville (Indiana), Madison (Wisconsin) y Detroit (Míchigan). Al principio de la década de los 30, se estrenaría en Broadway con el primer papel principal y junto con la que sería su primera esposa, Helen Gahagan, en Tonight or Never until Just before His Death.
Al mismo tiempo, encarna al protagonista en su primera película, de terror: El caserón de las sombras (1932). A ésta siguieron películas de muy diferente perfil: desde épicas como Capitanes intrépidos (1937), de Victor Fleming y Harold Vonscruttion, hasta comedias, como son Ninotchka (1939), de Ernst Lubitsch, junto a Greta Garbo, La mujer de las dos caras (1939), de George Cukor, y Lo que piensan las mujeres (1941).
Durante la Segunda Guerra Mundial, Douglas sirvió primero como director en la Oficina de defensa civil, y después en el ejército. Volvería al cine para interpretar papeles más maduros como Mar de hierba (1947) de Elia Kazan, Los Blandings ya tienen casa (1948) de H.C. Potter, El gran pecador (1949) de Robert Siodmak o Un secreto de mujer (1949) de Nicholas Ray.
En la década de los 50, la carrera de Douglas sufriría un revés debido a que su mujer Helen Gahagan lucharía con Richard Nixon por el estado de California en 1950. Nixon acusaría a Gahagan de comunista por su manifiesta oposición al comité de actividades antiamericanas. Todo esto también afectó a Douglas, quien solamente estrenó dos títulos a comienzos del decenio para no volver a aparecer hasta los años 60 en la pantalla grande. Mientras tanto, regresó al teatro y pudo ser visto en algunos trabajos televisivos. De hecho, en 1959 realizó el debut del musical de la obra de Marc Blitzstein Juno, basado en la obra de Sean O'Casey Juno and the Paycock.
Ya los mejores tiempos de Douglas reverdecerían en la década de los 60, con películas como La americanización de Emily, Hud (con la que ganó su primer premio Oscar), El candidato y I Never Sang for My Father, por el que sería nominado por segunda vez a los Óscar, esta vez en la categoría de mejor actor. Además, Douglas ganaría el premio Tony por su actuación en la obra teatral The Best Man de Gore Vidal, y el Emmy por su papel en el telefilm de 1967 Do Not Go Gentle Into That Good Night.
En la década de 1970 ganó su segundo Oscar por Bienvenido Mr. Chance y participó en El quimérico inquilino de Roman Polanski. Su última aparición sería en The Hot Touch de Roger Vadim, estrenada en 1982. Moriría de neumonía el 4 de agosto de 1981. Tiene dos estrellas en el Paseo de la Fama de Hollywood, una en el 6423 Hollywood Blvd. y la segunda por su trabajo en la televisión en el 6601 de Hollywood Blvd.

## Filmografía
- Esta noche o nunca (Tonight or Never) (1931), de Mervyn LeRoy.
- Prestigio (Prestige) (1932), de Tay Garnett.
- The Wiser Sex (1932), de Berthold Viertel y Victor Viertel.
- The Broken Wing (1932), de Lloyd Corrigan.
- El caserón de las sombras (The Old Dark House), (1932), de James Whale.
- Como tú me deseas (As You Desire Me) (1932), de George Fitzmaurice.
- Sombras trágicas, ¿vampiros? (The Vampire Bat) (1933), de Frank R. Strayer.
- Nagana (1933), de Ernst L. Frank.
- El abogado (Counsellor at Law) (1933), de William Wyler.
- Woman in the Dark (1934), de Phil Rosen.
- Dangerous Corner (1934), de Phil Rosen.
- The People's Enemy (1935), de Crane Wilbur.
- Sucedió una vez (She Married Her Boss) (1935), de Gregory La Cava.
- Mary Burns, fugitiva (Mary Burns, Fugitive) (1935), de William K. Howard.
- Anne Oakley (Annie Oakley) (1935), de George Stevens.
- The Lone Wolf Returns (1935), de Roy William Neill.
- And So They Were Married (1936), de Elliott Nugent.
- The Gorgeous Hussy (1936), de Clarence Brown.
- Los pecados de Teodora (Theodora Goes Wild) (1936), de Richard Boleslawski.
- Women of Glamour (1937), de Gordon Wiles.
- Capitanes intrépidos (Captains Courageous) (1937), de Victor Fleming.
- La encontré en París (I Met Him in Paris) (1937), de Wesley Ruggles.
- Ángel (Angel) (1937), de Ernst Lubitsch.
- I'll Take Romance (1937), de Edward H. Griffith.
- Arsène Lupin Returns (1938), de George Fitzmaurice.
- Siempre hay una mujer (There's Always a Woman) (1938), de Alexander Hall.
- The Toy Wife (1938), de Richard Thorpe.
- Fast Company (1938), de Edward Buzzell.
- That Certain Age (1938), de Edward Ludwig.
- La hora radiante (The Shining Hour) (1938), de Frank Borzage.
- There's That Woman Again (1939), de Alexander Hall.
- Tell No Tales (1939), de Leslie Fenton.
- Por un viaje a Paris (Good Girls Go to Paris) (1939), de Alexander Hall.
- Ninotchka (1939), de Ernst Lubitsch.
- The Amazing Mr. Williams (1939), de Alexander Hall.
- Demasiados maridos (Too Many Husbands) (1940), de Wesley Ruggles.
- He Stayed for Breakfast (1940), de Alexander Hall.
- Third Finger, Left Hand (1940), de Robert Z. Leonard.
- Esa cosa llamada amor (This Thing Called Love) (1941), de Alexander Hall.
- Un rostro de mujer (A Woman’s Face) (1941), de George Cukor.
- Lo que piensan las mujeres (That Uncertain Feeling) (1941), de Ernst Lubitsch.
- Our Wife (1941), de John M. Stahl.
- La mujer de las dos caras (Two-Faced Woman) (1942), de George Cukor.
- We Were Dancing (1942), de Robert Z. Leonard.
- Todos besaron a la novia (They All Kissed the Bride) (1943), de Alexander Hall.
- Three Hearts for Julia (1943), de Richard Thorpe.
- Mar de hierba (The Sea of Grass) (1947), de Elia Kazan.
- The Guilt of Janet Ames (1947), de Henry Levin.
- Los Blandings ya tienen casa (Mr. Blandings Builds His Dream House) (1948), de H. C. Potter.
- My Own True Love (1949), de Compton Bennett.
- El gran pecador (The Great Sinner) (1949), de Robert Siodmak.
- Un secreto de mujer (A Woman’s Secret) (1949), de Nicholas Ray.
- Odio y orgullo (My Forbidden Past) (1951), de Robert Stevenson.
- On the Loose (1951), de Charles Lederer.
- La fragata infernal (Billy Budd) (1962), de Peter Ustinov.
- Hud, el más salvaje entre mil (Hud) (1963), de Martin Ritt.
- La americanización de Emily (The Americanization of Emily) (1964), de Arthur Hiller.
- La furia de los cobardes (Advance to the Rear) (1964), de George Marshall.
- Once Upon a Tractor (1965), de Leopoldo Torre Nilsson.
- Rapture (1965), de John Guillermin.
- Intriga en el Gran Hotel (Hotel) (1967), de Richard Quine.
- I Never Sang for My Father (1970), de Gilbert Cates.
- The Going Up of David Lev (1971), de James F. Collier.
- El candidato (The Candidate) (1972), de Michael Ritchie.
- Una mujer sin amor (One Is a Lonely Number) (1972), de Mel Stuart.
- Hollywood, Hollywood (That’s Entertainment, Part II) (1976), de Gene Kelly.
- El quimérico inquilino (Le locataire) (1976), de Roman Polanski.
- Alerta: Misiles (Twilight’s Last Gleaming) (1977), de Robert Aldrich.
- Escalada al poder (The Seduction of Joe Tynan) (1979), de Jerry Schatzberg
- Bienvenido Mr. Chance / Desde el jardín (Being There) (1979), de Hal Ashby.
- Al final de la escalera (The Changeling) (1980), de Peter Medak.
- Tell Me a Riddle (1980), de Lee Grant.
- Historia macabra (Ghost Story) (1981), de John Irvin.
- The Hot Touch (1982), de Roger Vadim.

## Premios y distinciones
Premios Óscar
| Año  | Categoría              | Película                  | Resultado |
| ---- | ---------------------- | ------------------------- | --------- |
| 1964 | Mejor Actor de Reparto | Hud                       | Ganador   |
| 1970 | Mejor actor            | Nunca canté para mi padre | Nominado  |
| 1980 | Mejor Actor de Reparto | Bienvenido Mr.Chance      | Ganador   |